# Vändra
Vändra (německy Fennern, plným názvem městys Vändra, estonsky Vändra alev) je estonský městys, který se nachází na území samosprávné obce Põhja-Pärnumaa.
Narodila se zde estonská básnířka Lydia Koidula.